# أنخيل إيسبادا
أنخيل إيسبادا (بالإنجليزية: Ángel Espada)‏ مواليد 2 فبراير 1948 في ساليناس، هو ملاكم يصنف ضمن فئة وزن الوسط.

## إحصائيات
خاض خلال مسيرته 59 نزالا، فاز في 44 وتعادل في 4 وخسر في 11. فاز بالضربة القاضية في 27 نزالا.

## روابط خارجية
- أنخيل إيسبادا على موقع بوكس ريك (الإنجليزية) (registration required)